# Anton Bíly
Anton Bíly (15 gennaio 1931 – 21 febbraio 2009) è stato un calciatore cecoslovacco, di ruolo attaccante.

## Carriera

### Club
Ha sempre giocato nel campionato cecoslovacco.

### Nazionale
Ha collezionato 2 presenze in Nazionale.